# Czaplowate
Czaplowate (Ardeidae) – rodzina ptaków z rzędu pelikanowych (Pelecaniformes). Do 2008 roku czaplowate umieszczane były w rzędzie bocianowych, lecz badania genetyczne zasugerowały, że rodzina ta jest bliżej spokrewniona z pelikanowymi.

## Zasięg występowania
Rodzina obejmuje gatunki zamieszkujące niemal cały świat, choć z przewagą strefy klimatów ciepłych.

## Charakterystyka
Ptaki te charakteryzują się następującymi cechami:
- zróżnicowane rozmiary (długość od 30 do 150 cm);
- smukła sylwetka;
- długi prosty dziób;
- długie nogi;
- w locie esowato zgięta szyja;
- długie 4 palce, przy środkowym szczątkowe błony pławne;
- brak wyraźnie zaznaczonego dymorfizmu płciowego, za to stwierdza się u niektórych gatunków polimorfizm;
- w upierzeniu występują pióra pudrowe;
- w upierzeniu przeważa kolor biały, niebieskawy, szary, żółty, zielonkawy lub czerwonawy.

Zamieszkują one środowiska błotne i brzegi wód, a gniazda zazwyczaj zakładają na drzewach, w koloniach. Czaplowate żywią się głównie rybami oraz innymi drobnymi zwierzętami wodnymi. Wiele gatunków czaplowatych odbywa zrytualizowane toki. Znoszą zazwyczaj 3 do 7 jaj, które są wysiadywane przez oboje rodziców. Pisklęta są gniazdownikami.

## Systematyka
Do rodziny należą następujące podrodziny:
- Tigriornithinae Bock, 1956 – tygryski
- Cochleariinae Chenu & Des Murs, 1854 – rakojady – jedynym przedstawicielem jest Cochlearius cochlearius (Linnaeus, 1766) – rakojad
- Agamiinae Sangster, Kushlan, Gregory & Dickinson, 2023 – agamie – jedynym przedstawicielem jest Agamia agami (J.F. Gmelin, 1789) – agamia
- Botaurinae Reichenbach, 1850 – bąki
- Ardeinae Leach, 1820 – czaple